# ミュージック・カード (エイベックスの商品)
ミュージック・カード（英語: MUSIC CARD）は、2012年（平成24年）12月よりエイベックスグループが販売を行っている音楽商品である。音楽アルバムなどのコンテンツを「カード型」で販売するもので、カード裏面に記載されている専用ウェブサイトにアクセスしたのち、同じくカード裏面に記載されているPINコードを入力することで、スマートフォンやタブレットなどのモバイルツールやパソコンにインターネット上から音楽コンテンツを直接取り込むことが可能となる、カード販売を介したダウンロード販売の一種である。

## 概要
日本国外では2004年（平成16年）よりDropcards社 が、2006年（平成18年）よりFizzKicks社、DiskRevolt社 が、ミュージックダウンロードカード（英語: Music Download card）、もしくはダウンロードカード（英語: Download card） と呼ばれる同種のサービスの提供を開始している。アーティストはインターネット上の専用ウェブサイトで登録作業を行い音源データをアップロードし、カード表面に印刷する絵柄のデータを入稿することで、少ないロット数でも低コストでカード制作が可能であることから、インディーズ、メジャーアーティストを問わずプロモーション手法として幅広く利用されている。
日本では2012年（平成24年）12月5日にエイベックス・マーケティング株式会社（当時）が、株式会社U-NEXTの配信プラットフォームを活用しEXILEのベストアルバム「-LOVE SIDE / SOUL SIDE-」 およびEXILE ATSUSHIのサードシングル「MELROSE 〜愛さない約束〜」の日本初となるミュージック・カードの販売を全国のローソン各店舗およびローソン子会社が運営するHMVの一部店舗で開始した。エイベックス・マーケティングは「CDを買うほどでもなく、パソコンで自ら検索してダウンロードをするほどでもないと感じている」ライトユーザーへの新たな音楽の聴き方の「選択肢」を提供するもの、としていた。
特定のアーティストの特定の楽曲コンテンツのダウンロードに限定されている、ダウンロードの有効期間が設定されている、という点で、音楽ギフトカード、iTunesギフトカード、mora music cardなどの汎用性のある商品券、プリペイドカード、電子マネーなどとは全く異なる商品である。

### ミューカ
2014年10月29日に発売したDream5の13thシングル『ダン・ダン ドゥビ・ズバー!』より、エイベックス・ミュージック・クリエイティブ株式会社は自社が運営する音楽配信サイト「mu-mo（ミュゥモ）」のプラットフォームを活用し、独自にミュージックカードダウンロードサービス「ミューカ（MU-CA）」の提供を開始した。以降に販売されたミュージック・カードには「MU-CA」のロゴマークが付けられている。キャッチコピーは”手にしたその場で音楽が聴けるミュージックカード「ミューカ」”
主な仕様はミュージック・カードと同じ。また、ミューカ（MU-CA）はエイベックス・グループ・ホールディングス株式会社の登録商標である。購入できる場所はカードによって異なり、各アーティストのオフィシャルサイト等で確認する必要がある。基本的にはライブ・イベント会場および各ユニット・レーベルのオフィシャルショップ、mu-moショップなどでの限定販売となっている。
また、2015年6月23日よりミューカでの楽曲ダウンロードには「MU-CA ID」として会員登録した有効なメールアドレスと、設定したパスワードの入力が必要となった。なお、今までダウンロードした楽曲の利用には「ID」や「パスワード」入力の必要はない。

### 同種のカード
日本国内で同種のものでは2014年（平成26年）1月にポニーキャニオンが販売を開始した音楽配信サイト「レコチョク」のプラットフォームを活用するミュージックカード「PONYCA（ポニカ）」、同年6月にユニバーサルミュージックと株式会社フェイスが共同で販売を開始した「U-CONNECTカード（現・ミュージックコネクティングカード）」、インディーズでは同年8月にダイキサウンド株式会社と株式会社イーライセンスシステムズが共同で販売を開始した「M∞CARD（エムカード）」、2015年（平成27年）2月にクリプトン・フューチャー・メディアが開発した「SONOCA（ソノカ）」などがある。また、「ミュージック・カード」は登録商標ではないため、前述の日本国外のメーカーで制作された「ダウンロードカード」とあわせて同種のカードがメディアや報道等で便宜上「ミュージック・カード」「ミュージックカード」と表記・呼称される場合がある。
| 商品名                                                       | 提供会社                                   | プラットフォーム | サービス開始 | 備考                  |
| ------------------------------------------------------------ | ------------------------------------------ | ---------------- | ------------ | --------------------- |
| ミュージック・カード （MUSIC CARD）                          | エイベックス・マーケティング               | U-NEXT           | 2012年12月   |                       |
| PONYCA （ポニカ）                                            | ポニーキャニオン                           | レコチョク       | 2014年01月   |                       |
| U-CONNECTカード                                              | ユニバーサルミュージック / フェイス        | U-CONNECT        | 2014年06月   | 2015年3月サービス終了 |
| M∞CARD （エムカード）                                        | ダイキサウンド / イーライセンスシステムズ  |                  | 2014年08月   |                       |
| ミューカ （MU-CA）                                           | エイベックス・ミュージック・クリエイティヴ | mu-mo            | 2014年10月   |                       |
| ミュージックコネクティングカード （MUSIC Connecting Card）） | ユニバーサルミュージック / フェイス        | Fans'            | 2014年11月   |                       |
| SONOCA （ソノカ）                                            | クリプトン・フューチャー・メディア         | SONOCA           | 2015年02月   |                       |
| PIMミュージックカード                                        | PIM records                                |                  | 2015年06月   |                       |

※仕様・楽曲ダウンロード以外のサービスは各社によって異なる。

## 仕様
音声圧縮方式はAAC、ビットレートは320kbps、デジタル著作権管理技術 (DRM) による暗号化保護は掛けられておらず、パソコンで楽曲データをダウンロードした後にiPhone・Android端末へ転送することが可能となっている。
iPhoneで利用する場合は無料で提供されている公式アプリを使用して専用サイトにアクセスし、パソコンを使用せずに楽曲データをダウンロードすることが可能である。ただし、この場合は楽曲を聴けるのがアプリ内のみに制限され、パソコンなどへ楽曲データを転送することは不可能となっている。公式アプリ以外でのiPhoneの「ミュージック」機能で再生するためには、パソコンでダウンロードを行い、楽曲データをiTunesライブラリに取り込んだ上で、iPhoneと同期させる必要がある。
店舗のレジで入金処理をすることで、カードに記載されたPINコードを入力しての楽曲のダウンロードが可能となる。ダウンロードの有効期間は発売当初は購入日から30日間に設定されていたが、2015年現在では各カードで有効期間は異なり、商品に記載されたダウンロード有効期間中にダウンロードする必要がある。有効期間を過ぎると未使用のカードやダウンロード可能な回数が残っているカードであってもダウンロードすることは出来ない。
楽曲データはダウンロードできる上限回数が定められており、上限に達すると有効期間内であってもダウンロードが不可能となる。iPhoneのSafariブラウザなどで楽曲のダウンロードURLを開いた場合はストリーミング再生が行われ、その場合もダウンロード回数としてカウントされるので注意が必要である。ネットワーク環境が不安定な場合など、ダウンロード時に上限回数を超えてエラーが発生した場合には、専用の窓口まで問い合わせる必要がある。
パソコンのメディア再生ソフト・音楽プレーヤーで楽曲データを再生する場合には別途コーデックが必要な場合がある。

## コレクターズアイテムとして
楽曲ごとやバージョン違い、周年記念、各アーティストのライブ・イベント会場限定カードなど多種多様なカード表面のデザインが存在するため、コレクターズアイテムとしてのポジションも確立している。オフィシャルショップ限定仕様やファンクラブ限定仕様などのほか、コレクター向けの商品としてトランプ仕様、メンバー仕様といった複数枚のセット商品が専用のカードフォルダー等と共に販売されている。

## ランキングへの影響

### オリコンランキングでの合算集計
日本の大手音楽情報サービス、オリコン株式会社が発表する音楽ヒットチャート、オリコンランキングでは2012年のミュージック・カード発売当初から
- 同時にCD盤が発売されていること
- CD同様にJANコードが付与されていること
- 販売データが客観的かつ信頼できること[注 9]

を条件に、ミュージック・カードの売上をCDの売上と合算して集計を行ってきた。

### 販売方法の推移
ローソン各店舗およびHMVの一部店舗限定で販売を開始したが、次第に各アーティストのオフィシャルサイトや通販専門ショップでの予約販売、イベント会場限定での販売が中心となっていった。CD盤に比べ当初から割安な価格設定であったが、2015年現在ではほとんどのミュージック・カードのシングルがCD通常盤の半額から3分の1程度の価格設定となっており、収録される楽曲がCD通常盤と異なり、タイトル曲のみでカップリング曲を含まない場合がある。
当初は販売促進のため、特典として、オリジナルライブの壁紙などがダウンロード可能であったり、日本全国ツアーでの「VIPシート招待」「記念撮影権」「最前ブロックライブチケット」などが当たるキャンペーンへの応募権などが付加されていた。2013年中頃からカップリング曲やカード表面の絵柄を変えたバージョン違いのミュージック・カードが同時に複数枚発売されるようになり「全バージョンを揃えると専用のファイルがもらえる」といったようなコンプリート特典が用意されるようになった。また、CD盤と同じようにミュージック・カードの予約・購入で握手会や撮影会などのイベントへの参加権が得られるといった特典や
、ミュージック・カードがチケット購入の特典として付属される例もあった。
大規模な複数枚のミュージック・カード同時発売は、2013年10月2日にE-girlsが6thシングル「ごめんなさいのKissing You」から6作品連続で29種類を発売、SKE48は2014年3月19日に14thシングル「未来とは?」で握手会・mu-moショップ限定で64種類を発売、2014年8月13日にはSUPER☆GiRLSが11thシングル「アッハッハ!〜超絶爆笑音頭〜」で姉妹グループや候補生を含めた全メンバーの絵柄を印刷した国内最多の70種類を発売。2014年9月17日にはSOLIDEMOがセカンドシングル「Heroine」でトランプ仕様と呼ばれる53種類のミュージック・カードを発売した。
SKE48は2015年3月31日にも17thシングル「コケティッシュ渋滞中」でミュージック・カード58種類を絵柄を選択することが出来ない状態で販売、2ショット写メ権の抽選参加権の購入特典や劇場版CDとの同梱などが物議を醸した。

### 他社の動向
- 2014年11月19日、Sexy Zoneが8thシングル「君にHITOMEBORE」のCD盤7種類と「デビュー3周年記念ポニカ」12種類を初めて発売し、前作「男 never give up」の約8.7万枚を大幅に上回る初日売り上げ約29.9万枚を記録した[26][27]。
- 2015年2月26日、NMB48が3月31日に発売する11thシングル「Don't look back!」CD盤のほかに「ミュージックコネクティングカード」を62種類発売することが判明した[28]。批判を受け、運営会社は同年3月17日に「諸般の事情により販売を中止することとなりました」と発表[29]、予約分はすべてキャンセル扱いとし、すでに入金済みの「コンプリートセット」については、全額返金の対応をするとした[30]。2015年4月13日付（2015年3月30日〜2015年4月5日）のオリコン週間CDシングルランキングでは、同日発売となったSKE48の17thシングル「コケティッシュ渋滞中」はミュージック・カードを含んだ売上で20万枚弱の差を付け1位となり、NMB48の11thシングル「Don't look back!」は2位であった[31][注 10]。

### オリコンランキングからの排除
2015年1月28日、オリコンランキングを発表しているオリコン・リサーチ株式会社は、ミュージックカードをオリコンランキングに集計することに批判的な意見が増加していたことを認めた上で、自社でミュージックカードの代表作をピックアップし検証した結果、
- ミュージックカードによるダウンロード率は「音楽パッケージの販売」として認定するにはその数字が低すぎる。
- CDより安価な設定である上、複数枚のまとめ買いを誘引する作品など、社会通念上独立した1枚のヒットとは言えない作品が散見される[15]。
- 今後も同様な発売企画が進行しているなどの問題点を認識した[17]。

として、ミュージックカードを合算集計することはランキングの妥当性、一般的な社会通念に照らして相当ではないと判断し、2015年4月6日をもって、販売方法にかかわらずミュージックカードをオリコンランキングに合算集計しないことを発表した。混乱を避けるため過去の集計は変更しないとしている。

## 参加アーティスト・作品
2015年現在、ミュージック・カードでリリースされた作品はエイベックス、LDHなどに所属している一部のアーティスト、avex trax、ポニーキャニオン、キングレコードレーベル等からCDをリリースしているアーティストの一部の作品に限られている。また、同じアーティストであってもCDリリース時に毎回ミュージック・カードを発売するとは限らない。なお、2014年の社名変更に伴い発売元はエイベックス・マーケティング株式会社からエイベックス・ミュージック・クリエイティヴ株式会社に変更されている。規格品番はAQZ1。
※順位はオリコン週間 CDシングル・アルバムランキング最高位、デフォルトの並び順は発売日順。